# Piaski (Wieluń)
Pour les articles homonymes, voir Piaski.
Piaski est une localité polonaise de la gmina et du powiat de Wieluń en voïvodie de Łódź.